# Corsier-sur-Vevey
Pour la commune genevoise, voir Corsier.
Corsier-sur-Vevey est une commune suisse du canton de Vaud, située dans le district de la Riviera-Pays-d'Enhaut.
Charlie Chaplin y meurt en 1977.

## Géographie
Corsier-sur-Vevey se situe à l'est du canton de Vaud, au nord du district Riviera-Pays-d'Enhaut. Le village est à la croisée de Lavaux à l'ouest et de la Riviera vaudoise au sud. Proche du lac Léman, il jouit d'un climat tempéré.
La commune de Corsier-sur-Vevey mesure 6,75 km2. Lors du relevé de 2013-2018, les surfaces d'habitations et d'infrastructures représentaient 20,9 % de sa superficie, les surfaces agricoles 44,1 %, les surfaces boisées 34,4 % et les surfaces improductives 0,4 %. Avec un territoire de 7,5 km de long sur 1,25 km dans sa plus grande largeur, la commune est de forme allongée. Le point le plus bas de la commune est situé à l'avenue Reller à 384 mètres d'altitude. Le point le plus élevé est situé au sud du mont Vuarat à 949 mètres d'altitude à la Baume (La Bauma). L'altitude moyenne est de 695 mètres.
Le village est situé à l’extrémité sud-ouest de la commune. Densément peuplé par rapport au reste du territoire, le sud du village forme un espace urbain continu avec les quartiers de Gilamont et de Plan-Dessus à Vevey. Quoique moins dense, le nord du village présente également un espace construit continu partagé avec le village de Corseaux. La plus grande partie du territoire, les Monts-de-Corsier, est comprise entre le canton de Fribourg au nord et la Veveyse au sud. Situé à une altitude plus élevée, avec un habitat beaucoup plus dispersé et de nombreuses fermes, le paysage y est campagnard.

## Étymologie
En 908, une localité du nom de Corciaco est déjà citée. Une localité du nom de Corsiacum est ensuite mentionnée au XIIe siècle.
La commune s'appelle officiellement Corsier jusqu'en 1953, date à laquelle elle prend le nom de Corsier-sur-Vevey pour se différencier de Corsier dans le canton de Genève.

## Histoire
Corsier faisait partie de la paroisse du même nom, tout comme les localités de Chardonne, Corseaux et Jongny. Corsier faisait partie au Moyen Age de la principauté épiscopale de Lausanne, avec les autres paroisses de Lavaux. La paroisse dépendait du bailliage de Lausanne depuis l'invasion bernoise de 1536 jusqu'en 1798. Puis les communes ont été séparées.

## Population

### Gentilé et surnoms
Les habitants de la commune se nomment les Corsiérans.
Ils sont surnommés les Caque-Beurre et les Mangeurs-de-Bricelets.

### Démographie

#### Évolution de la population
Corsier-sur-Vevey compte 3 362 habitants au 31 décembre 2022 pour une densité de population de 498 hab/km2. Sur la période 2010-2019, sa population a augmenté de 3,5 % (canton : 12,9 % ; Suisse : 9,4 %).  

#### Pyramide des âges
En 2020, le taux de personnes de moins de 30 ans s'élève à 31,1 %, au-dessous de la valeur cantonale (35 %). Le taux de personnes de plus de 60 ans est quant à lui de 25,3 %, alors qu'il est de 21,9 % au niveau cantonal.
La même année, la commune compte 1 672 hommes pour 1 747 femmes, soit un taux de 48,9 % d'hommes, inférieur à celui du canton (49,1 %).
| Hommes | Classe d’âge | Femmes |
| ------ | ------------ | ------ |
| 0,7    | 90 ans ou +  | 1,0    |
| 7,4    | 75 à 89 ans  | 10,4   |
| 14,5   | 60 à 74 ans  | 16,5   |
| 23,0   | 45 à 59 ans  | 22,7   |
| 21,2   | 30 à 44 ans  | 20,6   |
| 16,7   | 15 à 29 ans  | 15,5   |
| 16,6   | - de 14 ans  | 13,3   |

| Hommes | Classe d’âge | Femmes |
| ------ | ------------ | ------ |
| 0,5    | 90 ans ou +  | 1,4    |
| 6,1    | 75 à 89 ans  | 8,2    |
| 13,3   | 60 à 74 ans  | 14,3   |
| 21,5   | 45 à 59 ans  | 21,2   |
| 22,0   | 30 à 44 ans  | 21,4   |
| 19,6   | 15 à 29 ans  | 18,0   |
| 16,9   | - de 14 ans  | 15,5   |

## Entreprises
- Décision SA, entreprise de construction, qui a construit notamment les bateaux Alinghi, vainqueurs de la Coupe de l'America 2003 et 2007
- Merck Serono, entreprise de biotechnologie
- Chaplin's World, musée en l'honneur de Charlie Chaplin

## Culture et patrimoine

### Patrimoine bâti
L'ancienne église Saint-Maurice, aujourd'hui temple protestant, est déjà mentionnée en 1079. Son chœur à deux travées voûtées d'ogives a remplacé au début du XVe siècle une abside, peut-être carolingienne. La nef rectangulaire a été voûtée d'arêtes en 1605, tandis que les chapelles médiévales sont alors transformées en bas-côtés. Le clocher roman, à arcatures aveugles et baies géminées, est couronné d'une flèche de pierre octogonale et de lucarnes du premier quart du XVe siècle. Le chœur comporte un décor peint remarquable, d'un grand raffinement, exécuté vers 1420-1430, sans doute à l'initiative de la Maison de Savoie (restauré en 1996). Il illustre le Tétramorphe sur ciel étoilé aux voûtains de la deuxième travée, un Christ en gloire au chevet, et des anges porteurs d'une croix de consécration sur les parois. Vitraux de 1958 par Bernard Viglino.
Le village de Corsier-sur-Vevey comprend d'autres bâtiments classés comme biens culturels suisses d'importance nationale : le café de la Place et le manoir de Ban. Il compte également plusieurs bâtiments classés comme biens culturels d'importance régionale, à savoir les immeubles aux numéros 2, 4 et 6 de la rue du Château, ainsi que le temple de Corsier-sur-Vevey.
L'ancien péage de Bellière (1831) aux Monts-de-Corsier à la frontière avec le canton de Fribourg sur la route de Châtel-Saint-Denis est dû à l'architecte veveysan Philippe Franel.

### Manifestation
- Chaque année depuis 1982, à la fin du mois d'août, une course pédestre est organisée à Corsier-sur-Vevey (Course Chaplin). Cette course sillonne les routes et chemins de la commune. Il y a un parcours par catégorie : la catégorie la plus pratiquée est celle dite « populaire » (11 kilomètres), qui sillonne la commune et passe notamment par le manoir de Ban.

### Personnalités
- Charlie Chaplin (1889-1977), acteur et réalisateur britannique, vécut au manoir de Ban de 1957 à sa mort. Il est enseveli, aux côtés de son épouse Oona, au cimetière de Corsier-sur-Vevey.
- Paul Chaudet (1904-1977), président de la Confédération suisse en 1959 et 1962 : une plaquette commémorative est visible dans le village, sur la route de Corseaux.
- James Hadley Chase (1906-1985), écrivain britannique, y est mort.
- L'aviateur Charles Lindbergh (1902-1974) a occasionnellement séjourné au chalet qu'il s'est fait construire en 1962 au Rantzgot[15], aux Monts-de-Corsier.
- James Mason (1909-1984), acteur britannique, y est enterré.

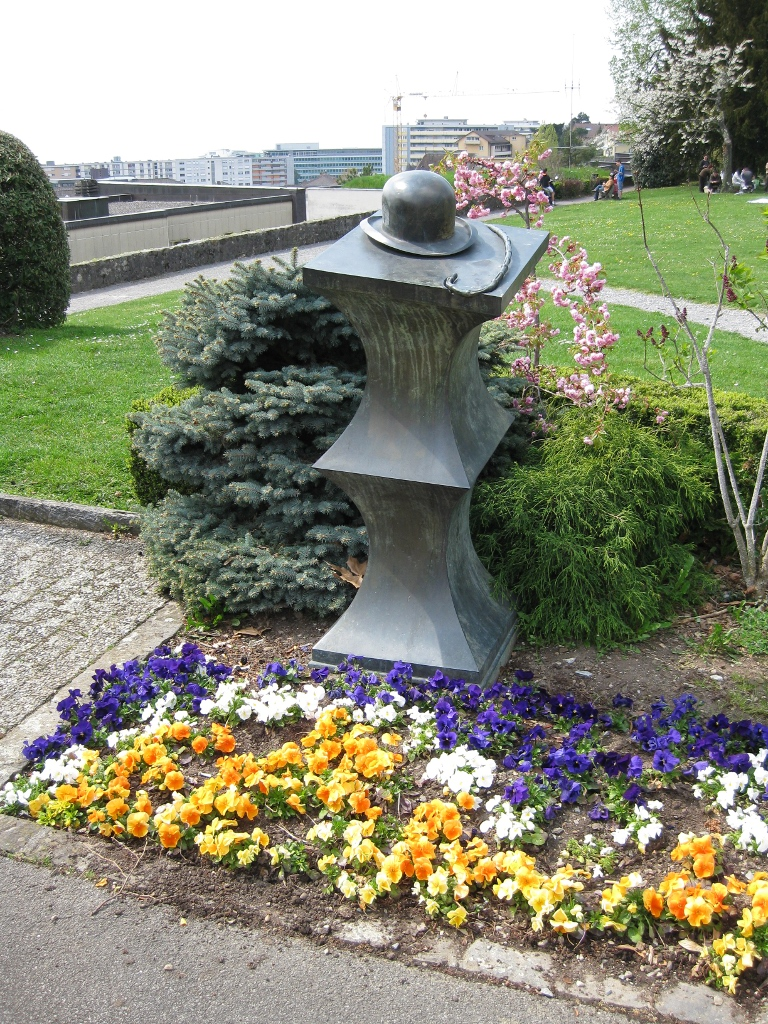
Stèle de Charles Chaplin dans le parc Chaplin.
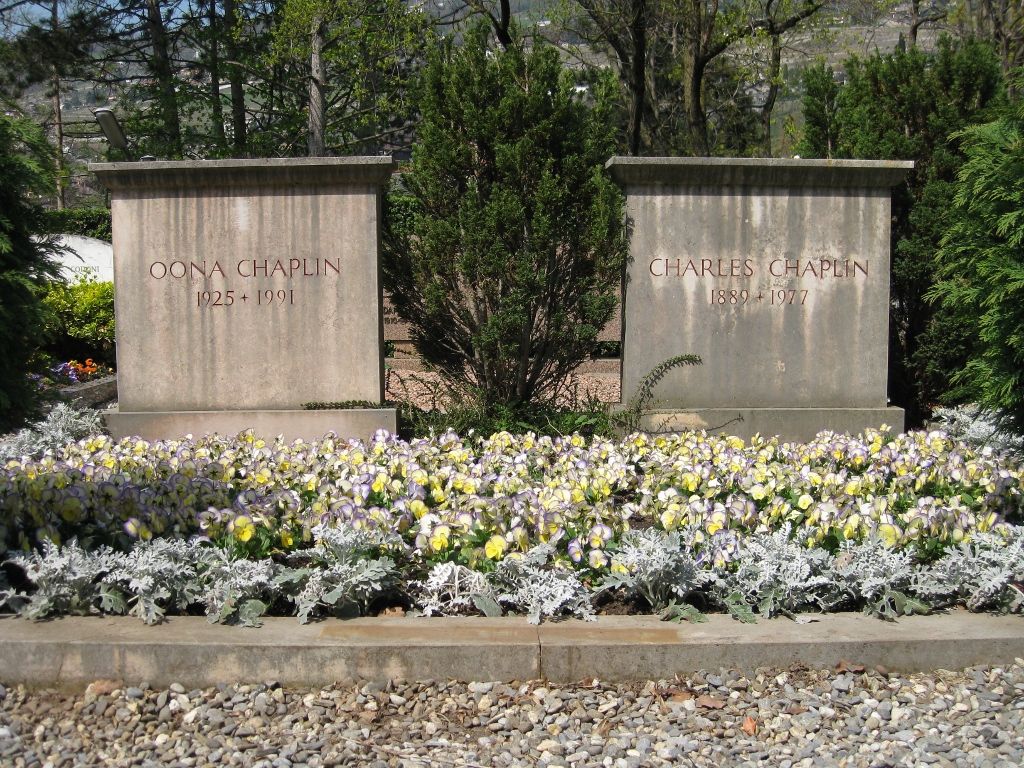
Tombes de Charles Chaplin et Oona Chaplin dans le cimetière.
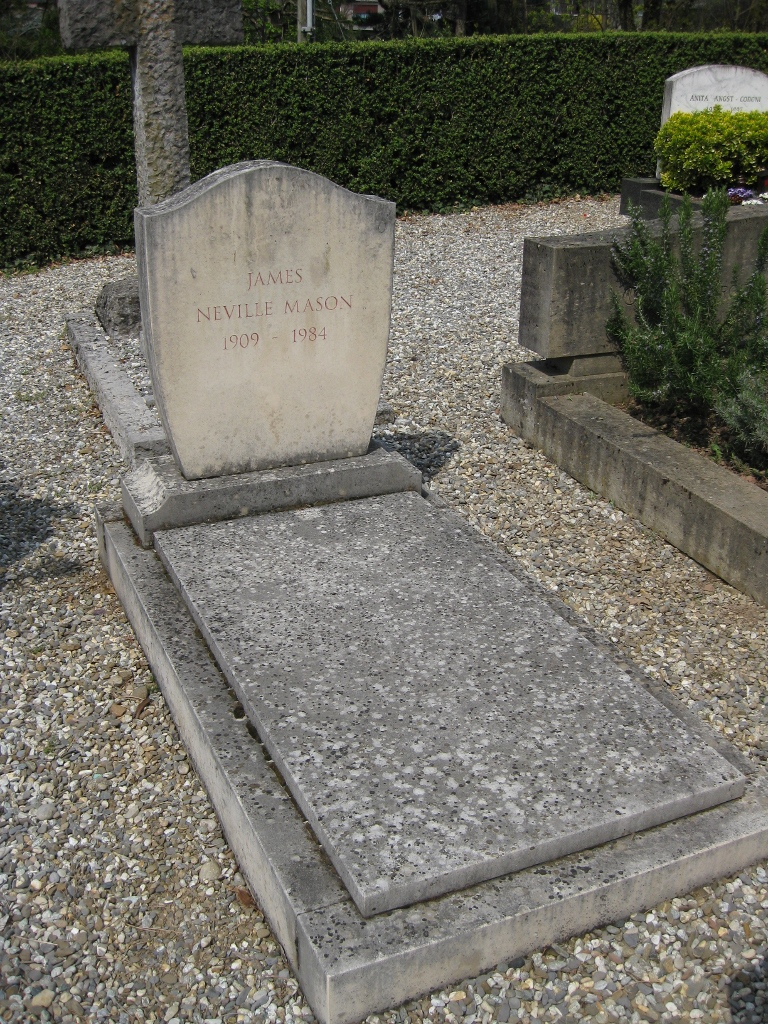
Tombe de James Neville Mason dans le cimetière.
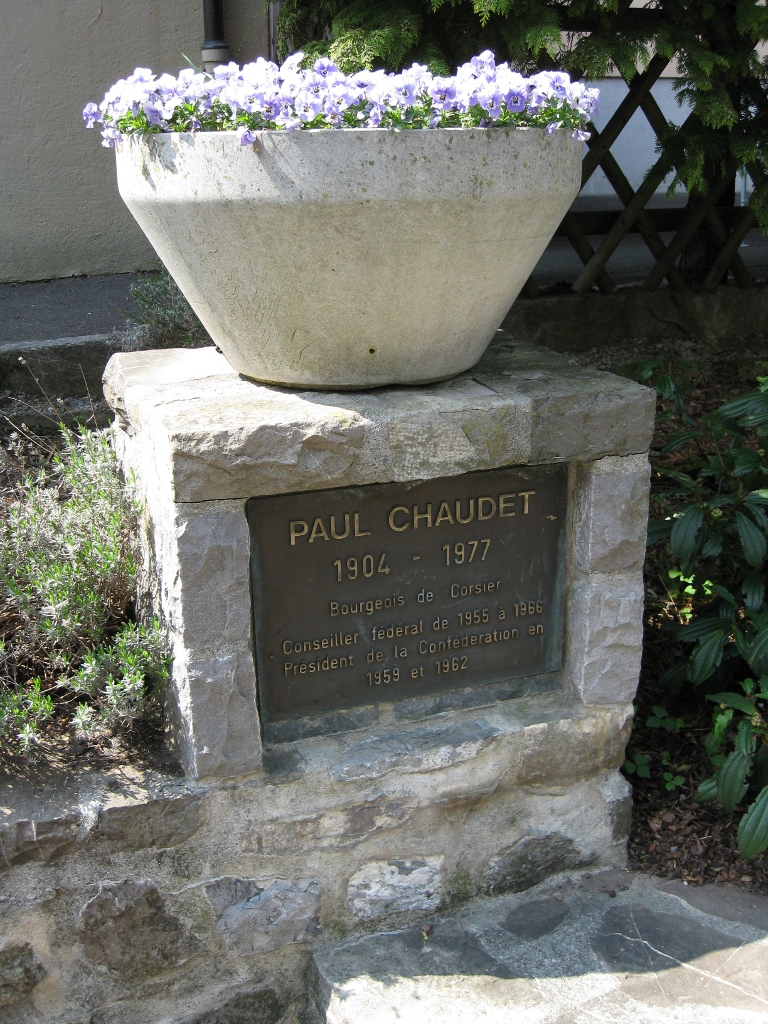
Stèle de Paul Chaudet.

### Héraldiques
| Blason | Blasonnement : D'argent au cœur de gueules soutenu d’une foi de carnation, parée d'azur, au chef d’azur chargé de trois étoiles d'argent. |

## Archives
Fonds : Archives communales de Corsier-sur-Vevey. Commune de Corsier-sur-Vevey (présentation en ligne).